# Dance with a Stranger (band)
Dance with a Stranger is een Noorse rockgroep uit Kristiansund.

## Biografie
De band werd in 1984 opgericht in Bergen. Dance with a Stranger had veel succes: de groep haalde drie keer met een album de eerste plaats op de Noorse hitlijsten. In 1994 werd de groep ontbonden, maar sindsdien zijn de leden een paar keer bij elkaar gekomen voor een reünieconcert. Tevens kwamen er een paar verzamelalbums uit. In 2013 overleed de bassist, Yngve Moe, na een ongeluk bij het zwemmen in zee. In 2014 voltooide de groep hun serie afscheidsconcerten, nu met als bassist Per Mathisen.

## Discografie
- Dance with a Stranger (1987)
- To (1989)
- Atmosphere (1991)
- Look What You've Done (1994)
- Unplugged (1994)
- The Best of Dance with a Stranger (1995)
- Happy Sounds (1998)
- Everyone Needs a Friend... The Very Best Of ( 2007)

## bandleden
- Frode Alnæs  – gitaar, zang
- Øivind Elgenes  – zang
- Per Mathisen  – basgitaar (2014)
- Bjørn Jenssen  – drums

Voormalige lid
- Yngve Moe  – basgitaar (1983–1994; overleden 2013)